# Евангелие Вехапара
Евангелие Вехапара (арм. Վեհափառի Ավետարան) — иллюминированная армянская рукопись Евангелия конца X—начала XI веков. «Вехапар» в армянском языке является эпитетом Католикосов всех армян: рукопись была названа так в честь Вазгена I, который подарил её Институту древних рукописей Матенадаран.

## История

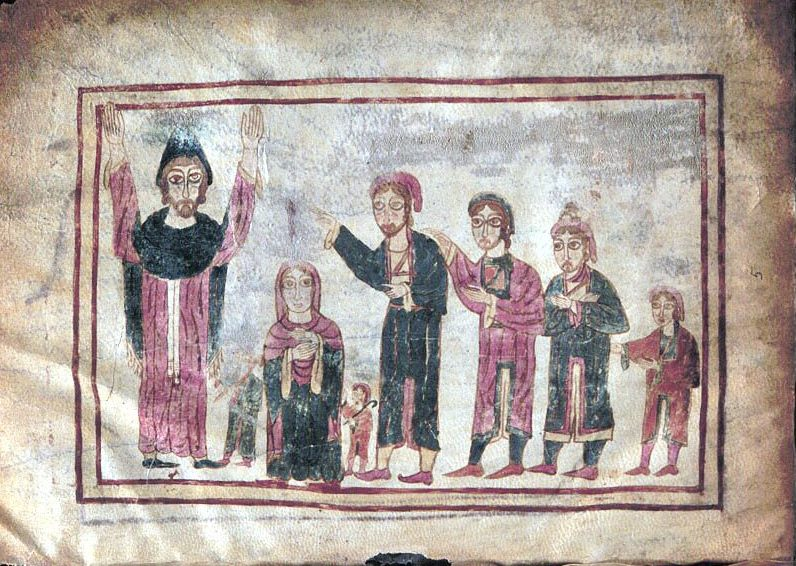
Портрет заказчика и его семьи.

Первая памятная запись, сообщающая о реставрации манускрипта, относится к 1088 году. Добавленные позже многочисленные записи (1378 года, середины XV века, 1605, 1609, 1720, 1756, 1766, 1780 и 1805 годов) позволяют воссоздать историю рукописи. Долгое время она хранилась в области Гегаркуник (на западе озера Севан), затем, во время правления Джаханшаха, попала в область Парисос (к востоку от Севана), в село Кюрлар. В 1720 году Кюрлар был опустошен нашествием дагестанских горцев, и Евангелие перенесли в село Нюкзар (ныне Нюзгер). К этому времени рукопись была известна среди местного населения как «Евангелие Кюрлара». Из Нюкзара рукопись тоже была вскоре (не позже 1805 года) вывезена.
После 1780 года судьба рукописи на протяжении около двух столетий остаётся неизвестной. Она была вновь обнаружена в 1978 году, когда владельцы Маник и Тадевос Антикяны показали её Католикосу всех армян Вазгену I. Последний попросил специалиста по древним рукописям А. Матевосяна оценить рукопись, и, по его рекомендации, приобрёл у Антикянов ценный экземпляр средствами церкви. 1 марта того же года Вазген I подарил его Институту древних рукописей Матенадаран. Работники Матенадарана, учитывая, что из подаренных католикосом Вазгеном многочисленных рукописей ни одна не была названа в его честь, решили исправить это, окрестив рукопись «Евангелием Вехапара».

## Изучение
Содержит 264 пергаментных листов (изначально были 269, утеряны 3 листа с начала рукописи и 2 — с конца). Размеры — 32×24,5 см. Написана шрифтом еркатагир. Включены все четыре Евангелия.

#### Датировка
Точное время и место написания остаются неизвестны. Сообщение о реставрации 1088 года указывает, что рукопись была составлена значительно раньше. Орфография и пунктуация схожи с «Эчмиадзинским Евангелием» 989 года. Согласно палеографическим и текстологическим данным, рукопись, однако, не могла быть написана ранее X века. Дальнейшие исследование показали, что «Евангелие Вехапара» служило источником для другой рукописи 1038 года (Матенадаран, № 6201). В современных источниках встречаются датировки рубежом X—XI веков или первой половиной XI века.

#### Художественная ценность
Является одной из наиболее богато иллюстрированных армянских манускриптов своего времени (в общей сложности 77 иллюстраций), и первой армянской рукописью, содержащей не только отдельные (листовые), но и внутритекстовые миниатюры. Имеет огромное значение для изучения традиций и истории становления армянской миниатюры.
Судя по изображениям, художник принадлежал к миниатюрным школам Малатьи или Васпуракана. Художественный стиль миниатюр «Евангелия Вехапара» повлиял на становление Гладзорской школы в XIII веке. Наиболее явно это отражается в иллюстрациях известного «Гладзорского Евангелия» 1300—1307 годов, источником вдохновения которого несомненно послужило именно «Евангелие Вехапара».
В иллюстрациях рукописи встречаются редкие для иконографии того времени сюжеты. Например, изображение восхождения на крест Иисуса Христа является одной из первых миниатюр с подобным сюжетом, и позволяет предположить, что эта иконографическая традиция развивалась изначально на востоке и затем только распространилась на запад. Особый интерес вызывает также миниатюра «Гостеприимство Авраама», в которой художник предложил своеобразное решение изображения Святой троицы.
В 2005 году указом правительства Армении рукопись была включена в перечень «Особо ценных культурных ценностей культурного наследия Республики Армения».

## Галерея

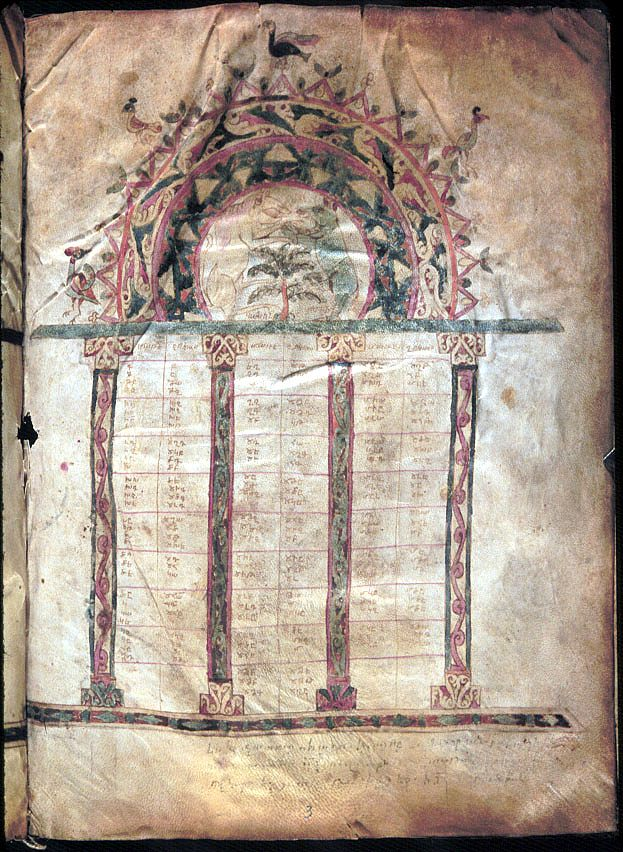
Каноны Евсевия
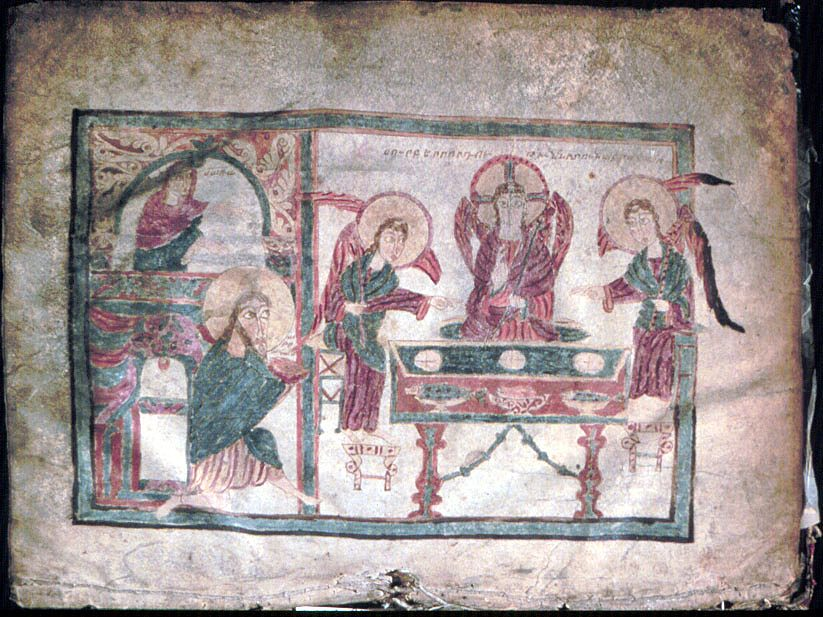
Гостеприимство Авраама
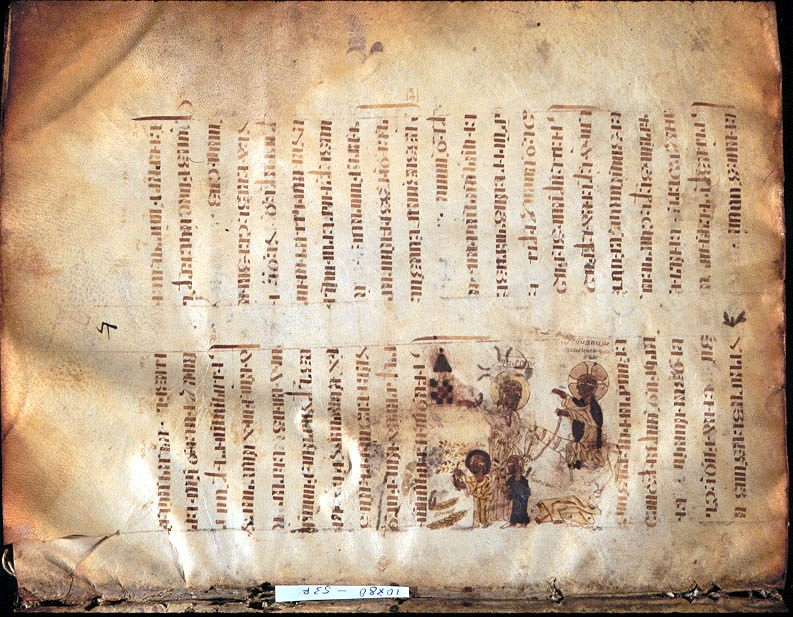
Вход в Иерусалим
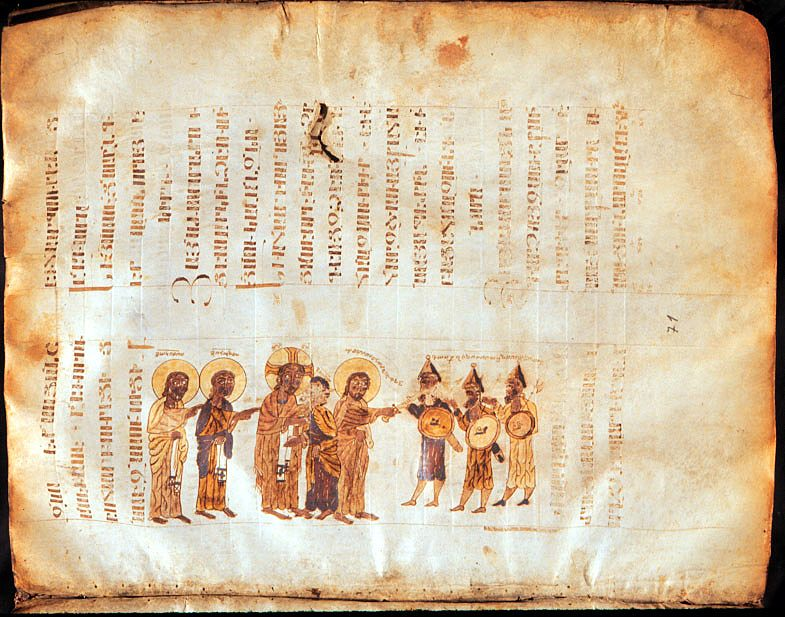
Арест Иисуса Христа
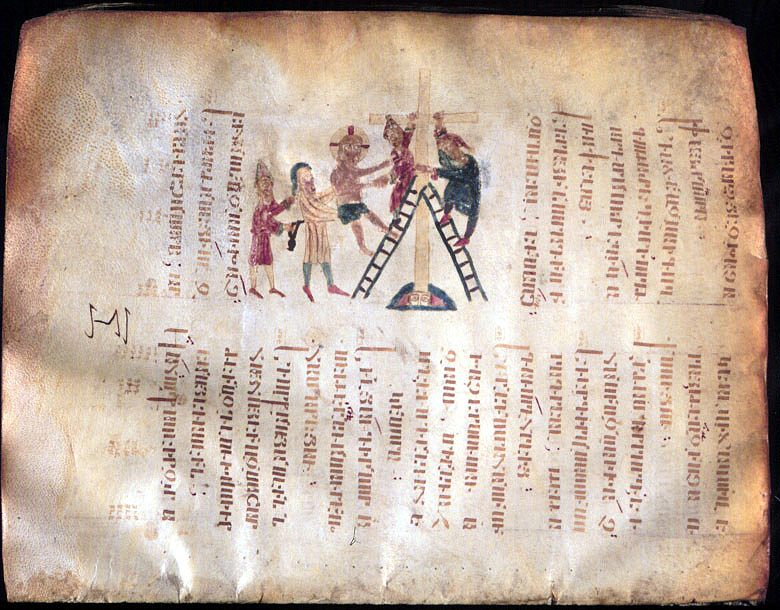
Восхождение на крест
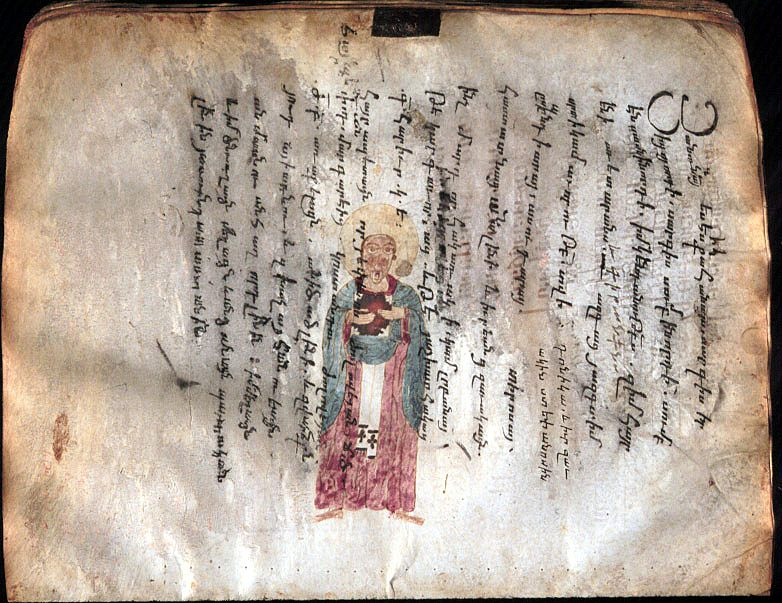
Лука Евангелист